# Kabinett Nordlund II

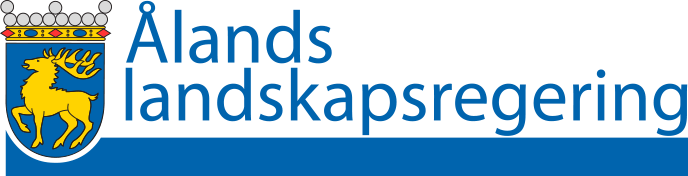
Logo der Åländischen Landschaftsregierung.

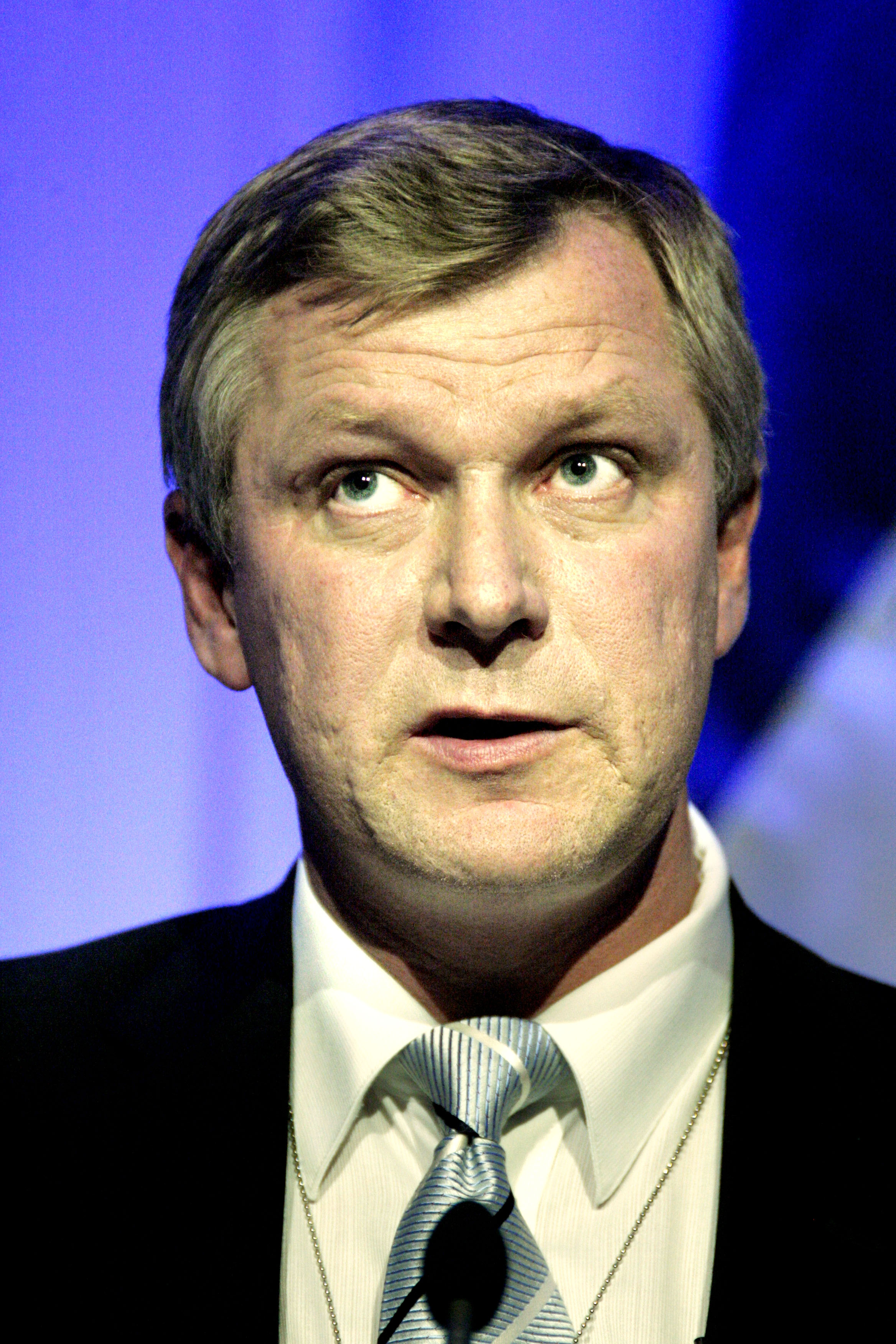
Roger Nordlund war von 1999 bis 2007 Lantråd von Åland.

Das Kabinett Nordlund II war von 2001 bis 2003 die Landschaftsregierung von Åland, eine mit weitgehender politischer Autonomie ausgestattete Landschaft Finnlands.

## Geschichte
Die Regierung wurde am 28. März 2001 vom Lantråd von Åland Roger Nordlund vom Åländischen Zentrums C (Åländsk Center) gebildet und löste das Kabinett Nordlund I ab, nachdem die beiden bisherigen Koalitionspartner Freisinnigen Zusammenarbeit FS (Frisinnad Samverkan) und der Ungebundenen Sammlung auf Åland ObS (Obunden Samling) die bisherige Regierung verlassen hatte. Das zweite Kabinett Nordlund, dem neben dem Åländischen Zentrum auch Vertreter der Liberalen auf Åland LIB (Liberalerna på Åland) angehörten, blieb bis zum 26. November 2003 im Amt und wurde daraufhin vom Kabinett Nordlund III abgelöst. Die C- und LIB-Koalition stellte in der Lagting, dem Parlament von Åland, 18 der 30 Abgeordnete.
Bei der regulären Parlamentswahl am 19. Oktober 2003 wurde das C unter Lantråd Roger Nordlund mit 24,1 Prozent (7 Sitze) und die LIB von der neuen Vorsitzenden Viveka Eriksson mit 24,1 Prozent (7 Mandate) gleichstark die größten Fraktionen. Daneben waren Ålands Sozialdemokraten ÅSD (Ålands socialdemokrater) von Barbro Sundback mit 19 Prozent (6 Sitze), die FS unter Johan Ehn mit 13,6 Prozent (4 Mandate), die ObS von Gun-Mari Lindholm mit 9,4 Prozent (3 Sitze), Ålands Zukunft ÅF unter Anders Eriksson mit 6,5 Prozent (2 Mandate) und Ålands Fortschrittsgruppe ÅFG (Ålands Framstegsgrupp) von Ronald Boman mit 3,4 (1 Sitz) in der Lagting vertreten. Dem daraufhin gebildeten Kabinett Nordlund III gehörten nunmehr Mitglieder von C, Lib, FS und ObS an, die im Parlament 21 Abgeordnete stellten.

## Mitglieder des Kabinetts
Der Regierung gehörten folgende Politiker an:
| Amt                  | Amtsinhaber          | Partei | Partei | Beginn der Amtszeit | Ende der Amtszeit |
| -------------------- | -------------------- | ------ | ------ | ------------------- | ----------------- |
| Lantråd              | Roger Nordlund       |        | C      | 28. März 2001       | 26. November 2003 |
| Vicelantråd Finanzen | Olof Erland          |        | LIB    | 28. März 2001       | 26. November 2003 |
| Soziales und Umwelt  | Sune Eriksson        |        | LIB    | 28. März 2001       | 26. November 2003 |
| Verkehr              | Runar Karlsson       |        | C      | 28. März 2001       | 26. November 2003 |
| Industrie            | Ritva Sarin-Grufberg |        | LIB    | 28. März 2001       | 26. November 2003 |
| Bildung und Kultur   | Gun Carlson          |        | C      | 28. März 2001       | 26. November 2003 |